# Emmereks Platt
Het Emmeriks of Emmeriks Plat (Duits: Emmericher Platt; Kleverlands: Emmereks Platt) is een Nederfrankisch stadsdialect dat oorspronkelijk gesproken wordt in de Duitse stad Emmerik.
Het dialect valt onder het Kleverlands, net zoals het Kleefs, Liemers, Arnhems en Nijmeegs. Het dialects heeft zowel Duitse als Nederlandse spraakinvloeden. Hoewel het voor Nederlanders vaak makkelijk te volgen is, hebben Duitssprekende mensen er over het algemeen meer moeite mee. Het Emmereks Platt heeft veel gemeen met de Liemerse dialecten, zoals het Didams (Liemers: Di-ems) en het Zevenaars (Liemers: Seanders), die in het nabijgelegen Nederlandse gebied De Liemers worden gesproken. Het Emmereks Platt is een variant binnen de Kleverlandse dialecten.
Voorbeelden van Emmereks Platt
| Duits       | Nederlands | Emmereks    | Liemers              |
| ----------- | ---------- | ----------- | -------------------- |
| guten Tag   | goede dag  | moin        | mój                  |
| Karneval    | carnaval   | Fastelovend | kerneval/vastenaoved |
| ich         | ik         | ek          | ik                   |
| reden       | praten     | proote      | praote               |
| Fahrrad     | fiets      | Fits        | fiets                |
| Teller      | (eet)bord  | Telder      | telder               |
| Deutschland | Duitsland  | Düütschland | Duutsland            |
| Emmerich    | Emmerik    | Emmerek     | Emmerik              |
| Niederlände | Nederland  | Nedderland  | Nederland            |
| Kirche      | kerk       | Kerk        | kerk                 |
| Rhein       | Rijn       | Rhin        | Rien                 |
| Ostern      | pasen      | Poosse      | paose                |
| Sprache     | taal       | Sprook      | taol                 |
| haben       | hebben     | hämme       | hemme                |
| Es          | het        | Et          | 't                   |
| auch        | ook        | ook         | ook                  |

Het Emmerikse volkslied heet 'Wo de Rhin löp' (Nederlands: waar de Rijn loopt).